# シャヒド・カーン
シャヒド・カーン（Shahid Rafiq Khan ウルドゥー語: شاہد خان;1950年7月18日 - ）は、パキスタン系アメリカ人の実業家で、数多くのスポーツ事業も手掛ける億万長者。カーンは自動車部品会社のFlex-N-Gateのオーナーであり、NFLのジャクソンビル・ジャガーズ、プレミアリーグのフラムFCを所有し、プロレス団体・AEWを息子のトニーと共に創業した。

## 幼少期・学生時代
カーンはパキスタン・パンジャーブ州ラホールの中流家庭で生まれた。母は数学の教授、父はアクセサリー鑑定・販売を行う店のオーナーであった。
1967年、カーンは16歳の時にイリノイ大学アーバナ・シャンペーン校に留学し、アメリカへと渡った。渡米当初、カーンは1泊2ドルの大学寄宿舎で寝泊まりをし、時給1ドル20セントの皿洗いのアルバイトをしていた。
1971年、カーンはイリノイ大学の機械工学の学士を取得し、卒業した（1999年には優秀卒業生賞も受賞している）。

## ビジネス
カーンはイリノイ大学在学中に自動車部品会社Flex-N-Gateで働き始め、卒業後エンジニアとして正式に雇用された。1978年、カーンは自己資金1万6千ドル、借金5万ドルでピックアップトラック用のバンパーに特化した会社「Bumper Works」を設立した。
1980年、カーンは元々エンジニアとして働いていたFlex-N-Gateを買収し、自身の会社「Bumper Works」はその傘下に吸収させた。カーンは買収した会社を成長させ、アメリカ自動車会社のビッグスリーにバンパーを供給するまでになった。1984年、トヨタ自動車のピックアップトラック用にバンパーを少数供給し始めたが、1987年までにはトヨタ自動車のピックアップ用バンパーの唯一の供給会社となり、1989年までにはトヨタ自動車全体の全米におけるバンパーの唯一の供給会社となった。会社は「トヨタ生産方式」と呼ばれる製造工程に順応することにより、業績を拡大していった。トヨタ生産方式に順応して以降、会社の売上高は1700万ドルから、2010年には推定20億ドルとなり、2020年には約89億ドルとなった。

## スポーツ・興業

### ジャクソンビル・ジャガーズ
カーンが最初にNFLのチームを取得しようと試みたのは、2010年2月11日であった。カーンはセントルイス・ラムズ株の60％を2人のオーナーから取得する合意を取り付けたが、取得には他のオーナーの承認が必要であり、少数株主のスタン・クロンキーが最終的に拒否権を行使したことから、ラムズ取得は頓挫した。
2011年11月29日、カーンはジャクソンビル・ジャガーズの取得を主要株主と合意し、他の共同オーナーからも承認が得られ、ジャガーズ経営権取得の合意を得た。同日、前オーナーのウェイン・ウィーバーからジャガーズ売却が発表され、チームがジャクソンビルに残ることが発表された
2011年12月14日、NFLオーナー会はジャガーズ売却を全会一致で承認し、翌2012年1月4日に売却手続きを完了した。これにより、カーンはマイノリティ初のNFLオーナーとなった。

### フラムFC
2013年7月、カーンはプレミアリーグのフラムFCの購入について、当時のオーナーであるモハメド・アルファイドと交渉を始めた。最終的に2013年7月12日に交渉は成立し、カーンはフラムFCの取得に成功した。購入金額は1億5千万ドルから2億ドルと報道されたが、「機密性が高い」として正式には発表されていない。

### オール・エリート・レスリング
2019年、カーンと息子のトニーは、プロレス団体「オール・エリート・レスリング（AEW）」の設立を発表した。団体のトップには息子のトニーが就任した。

### ブラック・ニュース・チャンネル
カーンは、2年間存在したニュースチャンネル「ブラック・ニュース・チャンネル」の筆頭株主であった。